# Фингер, Карл
Карл Генрих Вильгельм Фингер (нем. Karl Heinrich Wilhelm Finger; 17 марта 1910, Вильгельмсхафен, Германская империя — 8 мая 1975, Бремерхафен, ФРГ) — гауптштурмфюрер СС, командир части айнзацкоманды 10b в составе айнзацгруппы D.

## Биография
Карл Фингер родился 17 марта 1910 года в семье военнослужащего. Три года посещал народную школу, гимназию и реальное училище, окончив его с аттестатом о среднем общем образовании. Фингер освоил кондитерское ремесло и сдал экзамен на помощника кондитера, после чего отправился на два года в море. Впоследствии был безработным.
1 декабря 1928 года вступил в НСДАП (билет № 106349) и Штурмовые отряды (СА). Весной 1933 года поступил на службу во вспомогательную полицию. Фингер состоял в команде вспомогательной полиции в каторжной тюрьме в Везермюнде. С 1937 года служил в гестапо. 1 августа 1939 года в звании гауптштурмфюрера был принят в ряды СС (№ 367305).
После начала Второй мировой войны в 1939 году был прикомандирован к зондеркоманде Отто Хельвига в Польше. До 1940 года служил в отделении гестапо в Катовице, потом в отделении гестапо Везермюнде до того как в мае 1941 года был откомандирован в Бад-Дюбен. Фингер присоединился к айнзацкоманде 10b, входившей в состав айнзацгруппы D. В июле 1941 года участвовал в массовом убийстве в Черновцах. Под руководством Фингера подразделение провело массовое убийство в Ананьеве. В сентябре 1941 года часть айнзацкоманды под начальством Фингера по приказу Алоиса Перштерера расстреляла не менее 200 мужчин, женщин и детей в окрестностях Вознесенска. До декабря 1942 года служил в айнзацкоманде и после возвращения из СССР до конца войны служил в гестапо в Везермюнде.
После окончания войны был изначально интернирован британцами, а затем захвачен американцами. Фингер содержался в различных лагерях, таких как Лангвассер под Нюрнбергом. 1 апреля 1947 года был доставлен в Бремерхафен и помещён в следственный изолятор. Фингер был обвинен в проведении допросов с отягчающими обстоятельствами во время работы в Бремерхафене. 15 ноября 1948 года был приговорен судом присяжных Бремена к пяти годам и шести месяцам лишения свободы по восьми пунктам обвинения в совместном выбивании показаний в сочетании с нанесением телесных повреждений. Фингер отбывал этот срок до февраля 1952 года. После освобождения Фингер сначала был разнорабочим, а затем продавцом в мебельном магазине. В конце мая 1962 года вышел на пенсию. С 14 апреля по 8 июня 1962 года находился в следственном изоляторе. 22 марта 1972 года был приговорён земельным судом Мюнхена за пособничество в убийстве в 460 случаях к 4 годам и 6 месяцам лишения свободы. 7 ноября 1974 года был освобождён по состоянию здоровья.